# Ильин, Трофим Ильич
Трофи́м Ильи́ч Ильи́н (1855 — ?) — член I Государственной думы от Псковской губернии, крестьянин.

## Биография
Православный, крестьянин деревни Унтино Качановской волости Островского уезда.
Грамоте обучился на военной службе. Участвовал в русско-турецкой войне 1877—1878 годов, был награждён знаком отличия Военного ордена.
Затем занимался земледелием, был мелким подрядчиком плотнического дела. Девять лет состоял председателем Качановского волостного суда и одно трехлетие — сельским заседателем в полицейском управлении.
В 1906 году был избран в I Государственную думу от общего состава выборщиков Псковского губернского избирательного собрания. Входил в группу беспартийных.
Дальнейшая судьба неизвестна.